# Deux Nigauds et les flics
Pour plus de détails, voir Fiche technique et Distribution.
Deux Nigauds et les flics (Abbott and Costello Meet the Keystone Kops) est un film américain réalisé par Charles Lamont, tourné en 1954 et sorti en 1955 aux États-Unis.

## Synopsis
Abbott et Costello qui sont les 2 nigauds qui achètent des studios de cinéma et ils se sont fait escroquer par Joseph Gorman.

## Fiche technique
- Titre : Deux Nigauds et les flics
- Titre original : Abbott and Costello Meet the Keystone Kops
- Réalisation : Charles Lamont
- Scénario : John Grant et Lee Loeb
- Photographie : Reggie Lanning
- Montage : Edward Curtiss
- Musique : William Lava, Henry Mancini et Herman Stein
- Décors : Russell A. Gausman et Julia Heron
- Costumes : Jay A. Morley Jr.
- Producteur : Howard Christie
- Société de production : United International Pictures
- Société de distribution : Universal Pictures
- Pays de production :  États-Unis
- Langue : Anglais
- Tournage : du 7 juin 1954 au 9 juillet 1954
- Format : Noir et blanc — 35 mm — 1,85:1 — Son : Mono
- Genre : Comédie
- Durée : 80 minutes
- Dates de sortie :
  - États-Unis :  2 février 1955
  - Belgique : 11 mars 1955

## Distribution
- Bud Abbott : Harry Pierce
- Lou Costello : Willie Piper
- Fred Clark : Joseph Gorman
- Lynn Bari : Leota Van Cleef
- Max Rosenbloom : Hinds
- Frank Wilcox : Rudolph Snavely
- Harold Goodwin : Cameraman
- Roscoe Ates : Conducteur de la locomotive
- Mack Sennett : Lui-même
- Heinie Conklin : Garde du studio
- William Haade : Hobo
- Hank Mann